# Spodnje Negonje
Spodnje Negonje este o localitate din comuna Rogaška Slatina, Slovenia, cu o populație de 308 locuitori.